# 黃餅
黄饼（英語：Yellowcake）是从沥青铀矿中提取高纯度铀的中间产品，外形一般为黄色粉末，不溶于水，味道刺鼻。具体成分根据铀矿的品质和提取过程不同而各异，主要成分是铀的氧化物，常见含量约80%，熔点约2,880 °C（5,220 °F）。黄饼作为含铀化合物的中间体，主要由开采铀矿的国家生产。